# Canton de Guer
Le canton de Guer est une division administrative française, située dans le département du Morbihan et la région Bretagne.
À la suite du redécoupage cantonal de 2014, les limites territoriales du canton sont remaniées. Le nombre de communes du canton passe de 7 à 26.

## Histoire
- De 1833 à 1848, les cantons de Guer et de Ploërmel avaient le même conseiller général. Le nombre de conseillers généraux était limité à 30 par département[5].

- Un nouveau découpage territorial de la Morbihan entre en vigueur à l'occasion des élections départementales de 2015. Il est défini par le décret du 21 février 2014[4], en application des lois du 17 mai 2013 (loi organique 2013-402 et loi 2013-403)[6]. Les conseillers départementaux sont, à compter de ces élections, élus au scrutin majoritaire binominal mixte. Les électeurs de chaque canton élisent au Conseil départemental, nouvelle appellation du Conseil général, deux membres de sexe différent, qui se présentent en binôme de candidats. Les conseillers départementaux sont élus pour 6 ans au scrutin binominal majoritaire à deux tours, l'accès au second tour nécessitant 12,5 % des inscrits au 1er tour. En outre la totalité des conseillers départementaux est renouvelée. Ce nouveau mode de scrutin nécessite un redécoupage des cantons dont le nombre est divisé par deux avec arrondi à l'unité impaire supérieure si ce nombre n'est pas entier impair, assorti de conditions de seuils minimaux[7]. Dans le Morbihan, le nombre de cantons passe ainsi de 42 à 21.

- Le nouveau canton de Guer est formé des communes issues des anciens cantons de Guer, d'Allaire et de La Gacilly, auxquelles a été adjointe la commune de Théhillac (issue de l'ancien canton de La Roche-Bernard). Ce canton est entièrement inclus dans l'arrondissement de Vannes et son bureau centralisateur est situé à Guer.

## Représentation

### Conseillers d'arrondissement (de 1833 à 1940)
Le canton de Guer appartenait à l'arrondissement de Ploërmel jusqu'à sa disparition en 1926.
| Période                                  | Période | Identité                                     | Étiquette                              | Qualité |
| ---------------------------------------- | ------- | -------------------------------------------- | -------------------------------------- | --- |
| 1833                                     | 1842    | Henri François Théaud de Lorgeril            |                                        | Maire de Guer (1833-1847)                                                                                   |
| 1842                                     | 1848    | Amédée de Savignhac                          |                                        | Capitaine d'artillerie, propriétaire à Augan                                                                |
|                                          |         |                                              |                                        | |
| 1874                                     |         | Fernand Le Provost de La Voltais (1827-1885) | Conservateur                           | Propriétaire à Monteneuf                                                                                    |
|                                          |         |                                              |                                        | |
|                                          | 1880    | Auguste Henri Louis Carouge                  | Républicain                            | Ancien employé à l'administration des douanes, propriétaire, maire de Guer (1878-1887)                      |
|                                          |         |                                              |                                        | |
| 1895                                     | 1901    | Comte Charles du Bot (1832-1902)             | Conservateur                           | Propriétaire à Monteneuf, ancien conseiller général                                                         |
| 1901                                     | 1919    | Pierre Gombaud                               | Conservateur                           | Maire de Guer (1892-1919)                                                                                   |
| 1919                                     | 1929    | Joseph Labbé                                 | Républicain libéral                    | Premier adjoint au maire de Guer                                                                            |
| 1929                                     | 1937    | Jean Savigné                                 | Républicain indépendant catholique URD | Agriculteur, adjoint au maire de Monteneuf                                                                  |
| 1937                                     | 1940    | René Le Toquin                               | Républicain                            | Mercier en gros, maire de Guer                                                                              |
| 1940                                     |         |                                              |                                        | Les conseils d'arrondissement ont été suspendus par la loi du 12 octobre 1940 et n'ont jamais été réactivés |
| Les données manquantes sont à compléter. |         |                                              |                                        | |

### Conseillers généraux avant 2015
| Période | Période             | Identité                                          | Étiquette        | Qualité |
| ------- | ------------------- | ------------------------------------------------- | ---------------- | --- |
| 1833    | 1842                | Mathurin Le Goaësbe de Bellée (1782-?)            |                  | Avocat puis Président du Tribunal civil de Ploërmel                                                                 |
| 1842    | 1848                | Alphonse Joseph Constant Bourelle de Sivry        | Centre gauche    | Propriétaire du château de Villeneuve à Pleucadeuc Ancien député (1831-1842) Sénateur (1854-1862)                   |
| 1848    | 1852                | Amédée de Savignhac                               |                  | Propriétaire à Augan, conseiller d'arrondissement                                                                   |
| 1852    | 1861                | Eugène Charles François de la Foye (1795-1864)    |                  | Chef d'escadron d'artillerie, maire de Guer (1854-1859)                                                             |
| 1861    | 1880                | Comte Charles du Bot                              | Droite           | Propriétaire, maire de Monteneuf                                                                                    |
| 1880    | 1886                | Auguste Henri Louis Carouge                       | Républicain      | Ancien employé à l'administration des douanes, propriétaire, maire de Guer (1878-1887), conseiller d'arrondissement |
| 1886    | 1898                | Prosper de l'Estourbeillon                        | Droite           | Maire de Porcaro |
| 1898    | 1904                | Auguste Carouge (fils)                            | Rad.             | Avocat à Guer |
| 1904    | 1908 (décès)        | Charles Alexandre Marie François Comte de La Foye |                  | Ancien général de l'artillerie Propriétaire du château du Tertre à Guer                                             |
| 1908    | 1910                | Hippolyte du Bot (fils de Ch. du Bot)             | Droite           | Maire de Monteneuf                                                                                                  |
| 1910    | 1919                | Émile Robert                                      | Républicain      | Docteur en médecine à Guer                                                                                          |
| 1919    | 1923 (invalidation) | Louis de Raguenel de Montmorel                    | Conservateur     | Capitaine d'artillerie Maire de Guer (1919-1935)                                                                    |
| 1923    | 1923 (décès)        | René-Marie Jallut                                 | Républicain      | Propriétaire à Guer                                                                                                 |
| 1923    | 1928                | Jean-Marie Gapais (1873-1959)                     | RG               | Représentant de commerce à Guer                                                                                     |
| 1928    | 1940                | Victor Molac (1894-1961)                          | PDP-URD          | Médecin, conseiller municipal de Guer Nommé conseiller départemental en 1943                                        |
|         |                     |                                                   |                  | |
| 1945    | 1958                | Victor Molac                                      | DVD              | Maire de Guer (1947-1958)                                                                                           |
| 1958    | 1970                | Jean Lorand (1917-2014)                           | RI               | Conseiller municipal de Guer                                                                                        |
| 1970    | 1982 (décès)        | Joseph Coudray (1913-1982)                        | DVD puis UDF-CDS | Maire de Guer (1971-1982)                                                                                           |
| 1982    | 1994                | Gurval Colléaux                                   | UDF-CDS          | Professeur, maire de Guer (1982-2001)                                                                               |
| 1994    | 2013 (démission)    | Jean-Marie Chadouteau (1937-2018)                 | PS               | Inspecteur de l’enseignement technique Conseiller municipal de Guer (1983-2008)                                     |
| 2013    | 2015                | Tiphaine Bibard                                   | PS               | Infirmière libérale Présidente du centre social du pays de Guer (2003-2013)                                         |

### Conseillers départementaux depuis 2015
| Période élective | Période élective | Mandat | Mandat   | Identité           | Nuance | Nuance | Qualité |
| ---------------- | ---------------- | ------ | -------- | ------------------ | ------ | ------ | --- |
| 2015             | 2021             | 2015   | 2021     | Yannick Chesnais   |        | DVD    | Formateur en ébénisterie Adjoint au maire des Fougerêts 10e vice-président de la commission permanente du conseil départemental                    |
| 2015             | 2021             | 2015   | 2021     | Marie-Hélène Herry |        | DVD    | Directrice d'école Maire de Saint-Malo-de-Beignon (depuis 2014) Présidente de la commission "Éducation, culture et sport" du conseil départemental |
| 2021             | 2028             | 2021   | en cours | Marie-Hélène Herry |        | DVD    | Directrice d'école Maire de Saint-Malo-de-Beignon (depuis 2014)                                                                                    |
| 2021             | 2028             | 2021   | en cours | Thierry Poulain    |        | HOR    | Technicien ouvrage hydrologique Maire de Rieux (depuis 2020), membre d'Horizons                                                                    |

### Résultats détaillés

#### Élections de mars 2015
À l'issue du 1er tour des élections départementales de 2015, deux binômes sont en ballottage : Yvette Annee et Pierrick Lelievre (DVD, 29,28 %) et Yannick Chesnais et Marie-Hélène Herry (DVD, 26,77 %). Le taux de participation est de 51,24 % (14 962 votants sur 29 201 inscrits) contre 52,56 % au niveau départemental et 50,17 % au niveau national.
Au second tour, Yannick Chesnais et Marie-Hélène Herry (DVD) sont élus avec 53,65 % des suffrages exprimés et un taux de participation de 45,91 % (6 117 voix pour 13 407 votants et 29 200 inscrits).

#### Élections de juin 2021
Le premier tour des élections départementales de 2021 est marqué par un très faible taux de participation (33,26 % au niveau national). Dans le canton de Guer, ce taux de participation est de 34,21 % (10 287 votants sur 30 073 inscrits) contre 34,81 % au niveau départemental. À l'issue de ce premier tour, deux binômes sont en ballottage : Marie-Hélène Herry et Thierry Poulain (Union au centre et à droite, 41,24 %) et Yannick Chesnais et Mickaëlle Piel (DVD, 36,27 %).
Le second tour des élections est marqué une nouvelle fois par une abstention massive équivalente au premier tour. Les taux de participation sont de 34,36 % au niveau national, 36 % dans le département et 34,63 % dans le canton de Guer. Marie-Hélène Herry et Thierry Poulain (Union au centre et à droite) sont élus avec 56,91 % des suffrages exprimés (5 222 voix pour 10 416 votants et 30 075 inscrits),,. 

## Composition

### Composition avant 2015

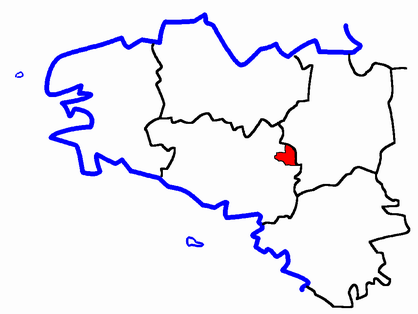
Situation du canton de Guer dans le département du Morbihan avant 2015.

Jusqu'en 2014, le canton de Guer regroupait 7 communes.
| Nom                   | Code Insee | Codepostal | Superficie (km2) | Population (dernière pop. légale) | Densité (hab./km2) |
| --------------------- | ---------- | ---------- | ---------------- | --------------------------------- | ------------------ |
| Guer (chef-lieu)      | 56075      | 56380      | 52,11            | 6 327 (2012)                      | 121                |
| Augan                 | 56006      | 56800      | 40,93            | 1 521 (2012)                      | 37                 |
| Beignon               | 56012      | 56380      | 24,87            | 1 778 (2012)                      | 71                 |
| Monteneuf             | 56136      | 56380      | 30,62            | 763 (2012)                        | 25                 |
| Porcaro               | 56180      | 56380      | 15,73            | 675 (2012)                        | 43                 |
| Réminiac              | 56191      | 56140      | 12,15            | 365 (2012)                        | 30                 |
| Saint-Malo-de-Beignon | 56226      | 56380      | 3,49             | 499 (2012)                        | 143                |

### Composition depuis 2015
Lors du redécoupage de 2014, le canton de Guer comprenait 26 communes.
À la suite de la fusion au 1er janvier 2017 des communes de La Chapelle-Gaceline et Glénac avec La Gacilly, d'une part, et de Quelneuc avec Carentoir, d'autre part, le canton regroupe 23 communes.
| Nom                          | Code Insee | Intercommunalité                      | Superficie (km2) | Population (dernière pop. légale) | Densité (hab./km2) | Modifier                                    |
| ---------------------------- | ---------- | ------------------------------------- | ---------------- | --------------------------------- | ------------------ | ------------------------------------------- |
| Guer (bureau centralisateur) | 56075      | CC De l'Oust à Brocéliande Communauté | 52,11            | 6 056 (2022)                      | 116                | modifier les données · modifier les données |
| Allaire                      | 56001      | CA Redon Agglomération                | 41,74            | 3 906 (2022)                      | 94                 | modifier les données · modifier les données |
| Augan                        | 56006      | CC De l'Oust à Brocéliande Communauté | 40,93            | 1 542 (2022)                      | 38                 | modifier les données · modifier les données |
| Béganne                      | 56011      | CA Redon Agglomération                | 35,50            | 1 458 (2022)                      | 41                 | modifier les données · modifier les données |
| Beignon                      | 56012      | CC De l'Oust à Brocéliande Communauté | 24,87            | 1 939 (2022)                      | 78                 | modifier les données · modifier les données |
| Carentoir                    | 56033      | CC De l'Oust à Brocéliande Communauté | 72,87            | 3 137 (2022)                      | 43                 | modifier les données · modifier les données |
| Cournon                      | 56044      | CC De l'Oust à Brocéliande Communauté | 10,87            | 805 (2022)                        | 74                 | modifier les données · modifier les données |
| Les Fougerêts                | 56060      | CA Redon Agglomération                | 19,91            | 960 (2022)                        | 48                 | modifier les données · modifier les données |
| La Gacilly                   | 56061      | CC De l'Oust à Brocéliande Communauté | 37,97            | 4 011 (2022)                      | 106                | modifier les données · modifier les données |
| Monteneuf                    | 56136      | CC De l'Oust à Brocéliande Communauté | 30,62            | 760 (2022)                        | 25                 | modifier les données · modifier les données |
| Peillac                      | 56154      | CA Redon Agglomération                | 24,57            | 1 865 (2022)                      | 76                 | modifier les données · modifier les données |
| Porcaro                      | 56180      | CC De l'Oust à Brocéliande Communauté | 15,73            | 749 (2022)                        | 48                 | modifier les données · modifier les données |
| Réminiac                     | 56191      | CC De l'Oust à Brocéliande Communauté | 12,15            | 431 (2022)                        | 35                 | modifier les données · modifier les données |
| Rieux                        | 56194      | CA Redon Agglomération                | 27,78            | 2 841 (2022)                      | 102                | modifier les données · modifier les données |
| Saint-Gorgon                 | 56216      | CA Redon Agglomération                | 5,69             | 428 (2022)                        | 75                 | modifier les données · modifier les données |
| Saint-Jacut-les-Pins         | 56221      | CA Redon Agglomération                | 22,81            | 1 733 (2022)                      | 76                 | modifier les données · modifier les données |
| Saint-Jean-la-Poterie        | 56223      | CA Redon Agglomération                | 8,44             | 1 430 (2022)                      | 169                | modifier les données · modifier les données |
| Saint-Malo-de-Beignon        | 56226      | CC De l'Oust à Brocéliande Communauté | 3,49             | 543 (2022)                        | 156                | modifier les données · modifier les données |
| Saint-Martin-sur-Oust        | 56229      | CC De l'Oust à Brocéliande Communauté | 28,24            | 1 305 (2022)                      | 46                 | modifier les données · modifier les données |
| Saint-Perreux                | 56232      | CA Redon Agglomération                | 6,23             | 1 049 (2022)                      | 168                | modifier les données · modifier les données |
| Saint-Vincent-sur-Oust       | 56239      | CA Redon Agglomération                | 15,66            | 1 647 (2022)                      | 105                | modifier les données · modifier les données |
| Théhillac                    | 56250      | CA Redon Agglomération                | 14,46            | 610 (2022)                        | 42                 | modifier les données · modifier les données |
| Tréal                        | 56253      | CC De l'Oust à Brocéliande Communauté | 19,28            | 679 (2022)                        | 35                 | modifier les données · modifier les données |
| Canton de Guer               | 5604       |                                       | 571,92           | 39 884 (2022)                     | 70                 | modifier les données                        |

## Démographie

### Démographie avant 2015
| 1962   | 1968   | 1975   | 1982  | 1990  | 1999  | 2006   | 2011   | 2012   |
| ------ | ------ | ------ | ----- | ----- | ----- | ------ | ------ | ------ |
| 10 123 | 10 103 | 10 079 | 9 592 | 9 928 | 9 558 | 11 646 | 11 752 | 11 928 |

### Démographie depuis 2015
En 2022, le canton comptait 39 884 habitants, en évolution de +0,42 % par rapport à 2016 (Morbihan : +3,82 %, France hors Mayotte : +2,11 %).
| 2013   | 2018   | 2022   |
| ------ | ------ | ------ |
| 39 509 | 39 573 | 39 884 |